# Pulau Cubadak
Pulau Cubadak är en ö i Indonesien.   Den ligger i provinsen Sumatera Barat, i den västra delen av landet, 900 km nordväst om huvudstaden Jakarta. Arean är 7,2 kvadratkilometer.
Terrängen på Pulau Cubadak är lite kuperad. Öns högsta punkt är 213 meter över havet. Den sträcker sig 4,4 kilometer i nord-sydlig riktning, och 2,8 kilometer i öst-västlig riktning.